# Raimond Aumann
Raimond Aumann (Augsburgo, Alemania Federal, 12 de octubre de 1963) es un exfutbolista alemán, se desempeñaba como guardameta y disputó la mayor parte de su carrera en el Bayern de Múnich, club del que fue capitán durante 3 años.

## Clubes
| Club                | País     | Año       | Partidos | Goles |
| ------------------- | -------- | --------- | -------- | ----- |
| FC Bayern de Múnich | Alemania | 1982-1994 | 216      | 0     |
| Beşiktaş JK         | Turquía  | 1994-1995 | 41       | 0     |

## Palmarés
FC Bayern de Múnich
- Bundesliga (6): 1984-85, 1985-86, 1986-87, 1988-89, 1989-90, 1993-94
- Copa de Alemania: 1984, 1986

Beşiktaş JK
- Superliga de Turquía: 1994-95

Selección alemana
- Copa Mundial de Fútbol: 1990

- Datos: Q380629
- Multimedia: Raimond Aumann / Q380629